# ولولی
ولولی (به لاتین: Vellavely) یک منطقهٔ مسکونی در سری‌لانکا است که در ناحیه باتیکالوا واقع شده‌است.